# René Higuita
José René Higuita Zapata (født 27. august 1966 i Medellín, Colombia) er en tidligere colombiansk fodboldspiller (målmand).
Higuita spillede det meste af sin karriere i hjemlandet, hvor han blandt andet var tilknyttet Atlético Nacional, Atlético Junior og Independiente Medellin. Med Atlético Nacional var han med til at vinde det colombianske mesterskab i både 1991 og 1994.
Higuita var kendt for en meget uortodoks spillestil som målmand, hvor han blandt andet ofte gik op midt på banen og agerede markspiller, og desuden lavede unødvendigt risikofyldte redninger i målet, heriblandt skorpionsparket.
Higuita spillede desuden 68 kampe og scorede tre mål for det colombianske landshold. Hans debutkamp var en venskabskamp på hjemmebane mod Ecuador den 11. juni 1987, mens hans sidste optræden i landsholdstrøjen var et Copa América-opgør 7. juli 1999, også mod Ecuador.
Higuita repræsenterede Colombia ved flere store turneringer, og var blandt andet med ved VM i 1990 i Italien. Han var også med til at vinde bronze ved Copa América i både 1987 og 1995.